# NGC 2742A
NGC 2742A је спирална галаксија у сазвежђу Велики медвед која се налази на NGC листи објеката дубоког неба.
Деклинација објекта је + 62° 14' 49" а ректасцензија 9h 9m 57,6s. Привидна величина (магнитуда) објекта NGC 2742 износи 13,2 а фотографска магнитуда 14,0. NGC 2742A је још познат и под ознакама UGC 4803, MCG 10-13-60, CGCG 288-22, CGCG 311-30, IRAS 09059+6227, PGC 25836.